# Стадницкий, Анджей
Анджей Стадницкий из Жмигруда (пол. Andrzej Stadnicki; ? — 1551) — подкоморий пшемысльский, затем каштелян саноцкий (1535—1551).

## Биография
Представитель польского шляхетского рода Стадницких герба «Дружина». Старший сын Николая Стадницкого (1446—1490), каштеляна пшемысльского, и Барбары, дочери бургграфа краковского Яна Галки, которая принесла ему в приданое, имения Новы-Жмигруд и Солина. Брат Станислава Стадницкого, подкомория пшемысльского и каштеляна саноцкого.
В 1487 году Анджей Стадницкий поступил на зимний семестр в Краковский университет. Бросил учебу, вероятно, после смерти своего отца в 1490 году. В 1495—1510 годах Анджей Стадницкий от имени матери, братьев и сестер управлял родовыми имениями, причем деятельность его в этот момент была сосредоточена на королевщине в Пшемысльской земле. В последующие годы он увеличивал родовые имения после смерти отца, пытаясь получить выкуп заложенных им сел. Имениями, расположенными в Краковской земле, в это время управляла его мать, но с 1497 года Анджей Стадницкий начал брать эти поместья под свой контроль. После смерти польского короля Яна Ольбрахта Анджей Стадницкий оказался в окружении нового короля Польши Александра Ягеллона. В 1505 году он принимал участие в майском сейме в Радоме, где получил разрешение от короля на выкуп королевского имения Княгиничи. До 1516 года приобрел село Пакость в Пшемысльской земле. После смерти своего бездетного брата Яна Анджей и Станислав Стадницкие в 1521 году получили в совместное владение имения Лышковице и Вагановице в Краковской земле. В апреле 1529 года Анджей Стадницкий занимал должность королевского комиссара при разграничении в Саноке.
2 августа 1530 года, вероятно, при поддержке своего влиятельного шурина Петра Кмиты Анджей Стадницкий получил должность подкомория пшемысльского, но не проявлял большой активности в политической жизни, кроме частого участия в качестве королевского комиссара в комиссиях по решению пограничных споров между королевскими владениями и дворянскими владениями. 25 ноября 1535 года Анджей Стадницкий получил должность каштеляна саноцкого, которую ранее занимал его младший брат Станислав.
Анджей Стадницкий скончался между 5 июня и 24 июля 1551 года. Еще в 1545 году он произвел раздел имущества между своими детьми от двух браков. От первого брака с Барбарой Соломоновной у него были сын Станислав (? — 1583), каштелян сондецкий с 1578 года, и две дочери: Барбара и Анна. Второй женой Анджея была Катарина Кмита, дочь Станислава Кмиты (ок. 1450—1511), воеводы русского и каштеляна пшемысльского, и Катарины Тарновской. От второго брака у Анджея было два сына: Марек (? — 1578) и Николай (? — 1579), бургграф краковский, и две дочери: Софья и Ядвига. После смерти Анджея Стадницкого его вдова Катарина в 1554 году во второй раз вышла замуж за каштеляна пшемысльского Станислава Гербурта.